# Július Barč-Ivan
Július Barč-Ivan, noto anche con lo pseudonimo di Teta Mahuliena (Krompachy, 1º maggio 1909 – Martin, 25 dicembre 1953), è stato un drammaturgo slovacco.

## Biografia

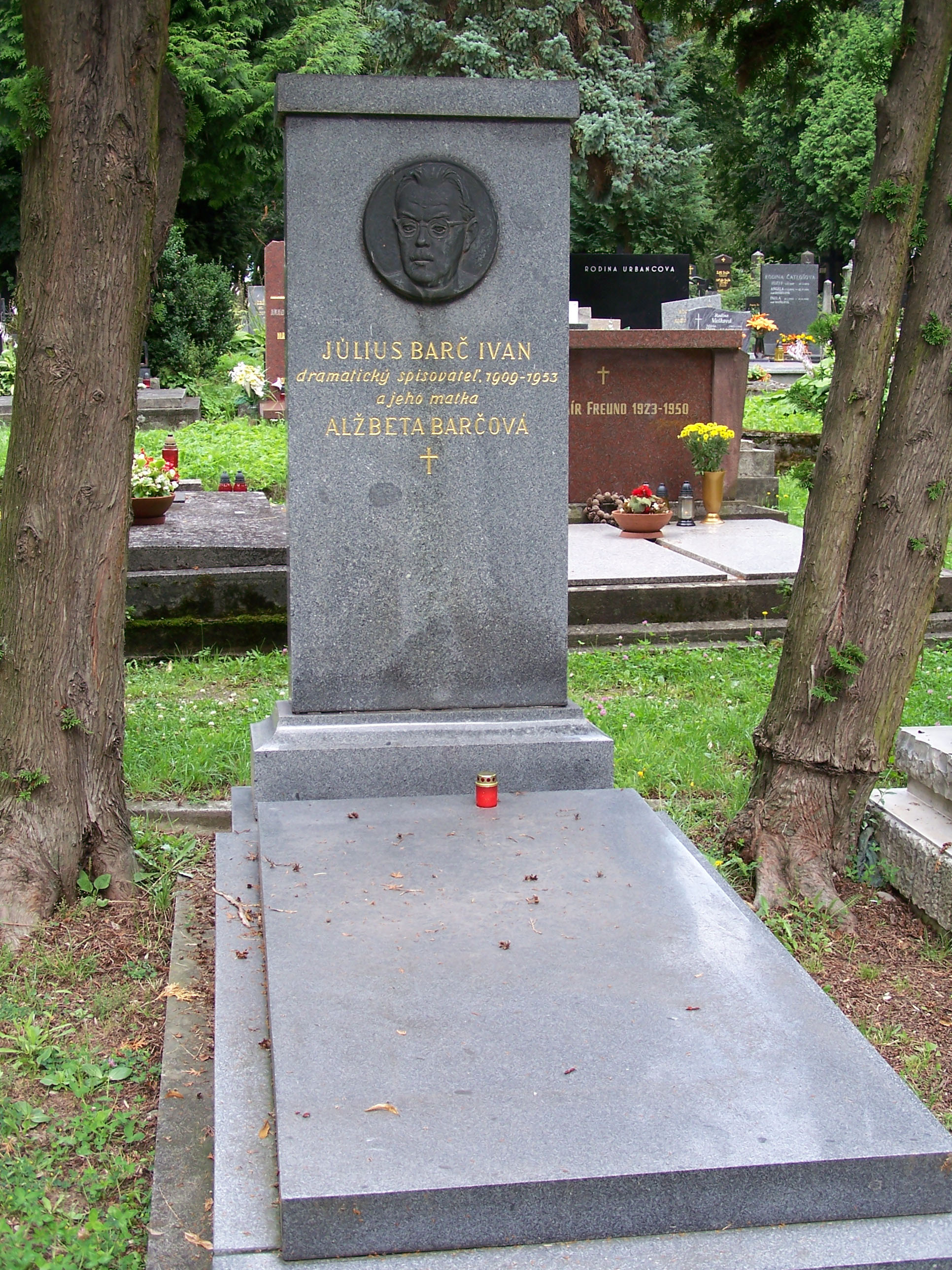
La tomba di Július Barč-Ivan, al Cimitero nazionale di Martin.

Figlio di un insegnante e di una babysitter ungherese, Július Barč-Ivan crebbe in un ambiente familiare bilingue.
Successivamente studiò il francese e il tedesco, che gli consentirono di ampliare le sue conoscenze letterarie. Gli studi primari li effettuò a Krompachy, dopo di che frequentò i ginnasi di Spišská Nová Ves, Kežmarok, Prešov e Košice, dove si laureò nel 1926.
Iniziò a studiare legge a Praga tra il 1926 e il 1927, ma terminò i suoi studi per problemi di salute; più tardi nel 1928-1934 frequentò la facoltà di teologia luterana a Bratislava. Per la Chiesa evangelica slovacca divenne poi cappellano a Užhorod e nel 1935 parroco a Pozdišovce.
Dimessosi dalle funzioni ecclesiastiche, lavorò nella biblioteca della Matica slovenská dal 1942, come ufficiale di bibliotecario e catalogatore dal 1949 fino alla sua morte. Si sposò nel 1948, ma il suo matrimonio durò solo tre mesi. Alla fine della sua vita soffrì del morbo di Parkinson ed ebbe problemi psicologici.
Esordì nella letteratura a metà degli anni trenta con drammi aventi un profilo sociale, ma una linea di pensiero meno distintiva. Pensieri, motivazioni e drammi si avvicinarono al tipo di dramma espressionista, sebbene non abbia rinunciato alle posizioni dell'umanesimo cristiano.
Prima fra i drammaturghi slovacchi, mise in ridicolo il nuovo regime durante la seconda guerra mondiale, la corruzione e i fenomeni negativi di quel periodo e dopo la liberazione si unì agli autori che si impegnarono a portare il dramma slovacco in una dimensione internazionale.
Risultò uno dei più importanti drammaturghi di tendenze espressioniste: si dedicò sia al genere satirico sia alla tragedia, non trascurando il dramma filosofico. I sentimenti umanistici lo portarono ad approfondire tematiche sociali e politiche, e le considerazioni etiche ebbero una grande influenza su di lui, così come i temi della solitudine umana e del conflitto familiare.
Tutto il suo lavoro drammatico perseguì l'idea di lottare per un uomo migliore e più onesto.
La compassione per gli oppressi e i perseguitati e le molte peculiarità dell'espressione letteraria diventarono, fin dall'inizio, una delle qualità durature del suo lavoro prosaico e drammatico.
Per il suo esordio teatrale, con 3000 uomini (3000 l'udi, 1934) affrontò una tematica storico-sociale, ricordando i moti operai del 1921 della sua regione natale; in L'uomo che venne battuto (Človek, ktorého zbili, 1936), approfondì il tema della dignità e dell'onore dell'uomo contemporaneo; in La pentola grassa (Mastný hrniec, 1940), utilizzò la satira per criticare alcuni comportamenti non positivi dei politici contemporanei, rappresentanti del cosiddetto "stato slovacco", il regime di tendenza fascista al potere durante la seconda guerra mondiale; in La madre (Matka, 1943), la sua opera più significativa, prese spunto dal rapporto conflittuale fra due fratelli e dall'atteggiamento della madre nei loro confronti per approfondire tematiche etiche; anche Lo sconosciuto (Neznámy, 1944), basato su temi morali e politici e ispirato al tema del Grande Inquisitore di Fëdor Dostoevskij, si basò sulle riflessioni riguardanti il bene e il male e la dittatura; sempre argomenti politici furono centrali ne I due (Dvaja, 1945); invece un'atmosfera misticheggiante intrise la sua ultima opera Nella torre (Vo Veža, 1947).

## Opere
- 3000 uomini (3000 l'udi, 1934);
- L'uomo che venne battuto (Človek, ktorého zbili, 1936);
- La pentola grassa (Mastný hrniec, 1940);
- La madre (Matka, 1943);
- Lo sconosciuto (Neznámy, 1944);
- I due (Dvaja, 1945);
- Nella torre (Vo Veža, 1947).